# 지우 경시청 특수범 수사계
《지우 경시청 특수범 수사계》(ジウ 警視庁特殊犯捜査係)는 2011년 7월 29일부터 9월 23일까지 TV 아사히 계열, 금요일 밤 드라마 시간대에 방영된 텔레비전 드라마이다. 주오코론신샤로부터 발행된 "지우"라는 소설을 원작으로 만들어졌으며. 쿠로키 메이사, 다베 미카코의 공동 주연이었다. 쿠로키는 이번 작품이 연속 드라마 첫 주연이었으며, 다베는 2011년 1분기의 《데카완코》 (닛테레) 이후 다시 한번 형사 역으로 주연을 맡았다.

## 캐스트
주요 인물
- 이자키 모토코 (25) - 쿠로키 메이사
- 카도쿠라 미사키 (25) - 다베 미카코
- 아즈마 히로키 (40) - 기타무라 유키야
- 아마미야 타카시 (25) - 시로타 유
- 지우 (19) - 김명수 (금발의 소년)

## 주제가
- 레이디 가가 〈The Edge of Glory〉 (앨범 《Born This Way》 수록)

## 서브 타이틀
| 각화                                                      | 방송일          | 서브 타이틀                                   | 연출            | 시청률 |
| --------------------------------------------------------- | --------------- | --------------------------------------------- | --------------- | ------ |
| 제1화                                                     | 2011년 7월 29일 | 交渉する女VS.闘う女                           | 카타야마 오사무 | 09.4%  |
| 제2화                                                     | 2011년 8월 05일 | 脱げ! 女刑事VS凶悪犯…密室15分!! 体の交渉      | 카타야마 오사무 | 10.0%  |
| 제3화                                                     | 2011년 8월 12일 | 奇妙な3つの遺体!? 監禁された女刑事の白肌      | 후지타 메이지   | 07.5%  |
| 제4화                                                     | 2011년 8월 19일 | ついに悪魔が現れた!! 裸の女刑事・衝撃の告白!! | 후지타 메이지   | 07.3%  |
| 제5화                                                     | 2011년 8월 26일 | 少女誘拐立てこもり! 命がけの潜入監禁の罠      | 츠네히로 조타   | 08.5%  |
| 제6화                                                     | 2011년 9월 02일 | 突入5秒前!! 人質の命か? 愛する人の命か?       | 츠네히로 조타   | 08.6%  |
| 제7화                                                     | 2011년 9월 09일 | お前がジウ? 姿を現したテロリスト最終決戦      | 츠네히로 조타   | 08.6%  |
| 제8화                                                     | 2011년 9월 16일 | 今夜最終章! 都知事を拉致! 犯人は女刑事!?      | 후지타 메이지   | 07.9%  |
| 최종화                                                    | 2011년 9월 23일 | 衝撃の結末 連続誘拐事件VS2人の女刑事!         | 후지타 메이지   | 10.1%  |
| 평균 시청률 8.66% (시청률은 간토 지구·비디오 리서치 조사) |                 |                                               |                 |        |

- 8월 12일, 19일은 《열투갑자원》 방송 때문에 30분 지연된, 23:45에 시작.